# 516 Amherstia
Amherstia (asteroide 516) é um asteroide da cintura principal com um diâmetro de 73,1 quilómetros, a 1,946717 UA. Possui uma excentricidade de 0,2735302 e um período orbital de 1 602,21 dias (4,39 anos).
Amherstia tem uma velocidade orbital média de 18,19491913 km/s e uma inclinação de 12,95664º.
Este asteroide foi descoberto em 20 de Setembro de 1903 por Raymond Dugan.